# Исе (равнина)
Исе (яп. 伊勢平野 исэ-хэйя) — аллювиальная равнина в Японии, расположенная в центральной части острова Хонсю, в префектуре Миэ. Длина равнины составляет 90—120 км, ширина — 12—25 км.
Равнина Исе протянулась узкой полосой от реки Иби (дельта Кисо) на севере до города Исе на юге. Южной границей равнины является Срединная тектоническая линия, на западе она доходит до хребтов Судзука и Нунобики, на востоке омывается заливом Исе.
По равнине протекают реки Асаке, Митаки, Судзука, Ано, Кумодзу, Кусида и Мия, образующие конусы выноса и дельты.
На равнине выращивают рис, чай и табак.